# 마켓스페이스
마켓스페이스(marketspace)는 상거래 장소가 전통적인 경계 밖으로 확장되어 시간과 지리적 위치의 제약을 받지 않는 시장을 말한다. 거래비용(시장 참여 비용), 고객이 거래를 하려고 시장을 돌아다니는 데에 드는 시간과 돈을 줄일 수 있고 구매과정에서 요구되는 정신적 노력도 적게 든다.